# Fuente de la plaza de Puerta de Moros

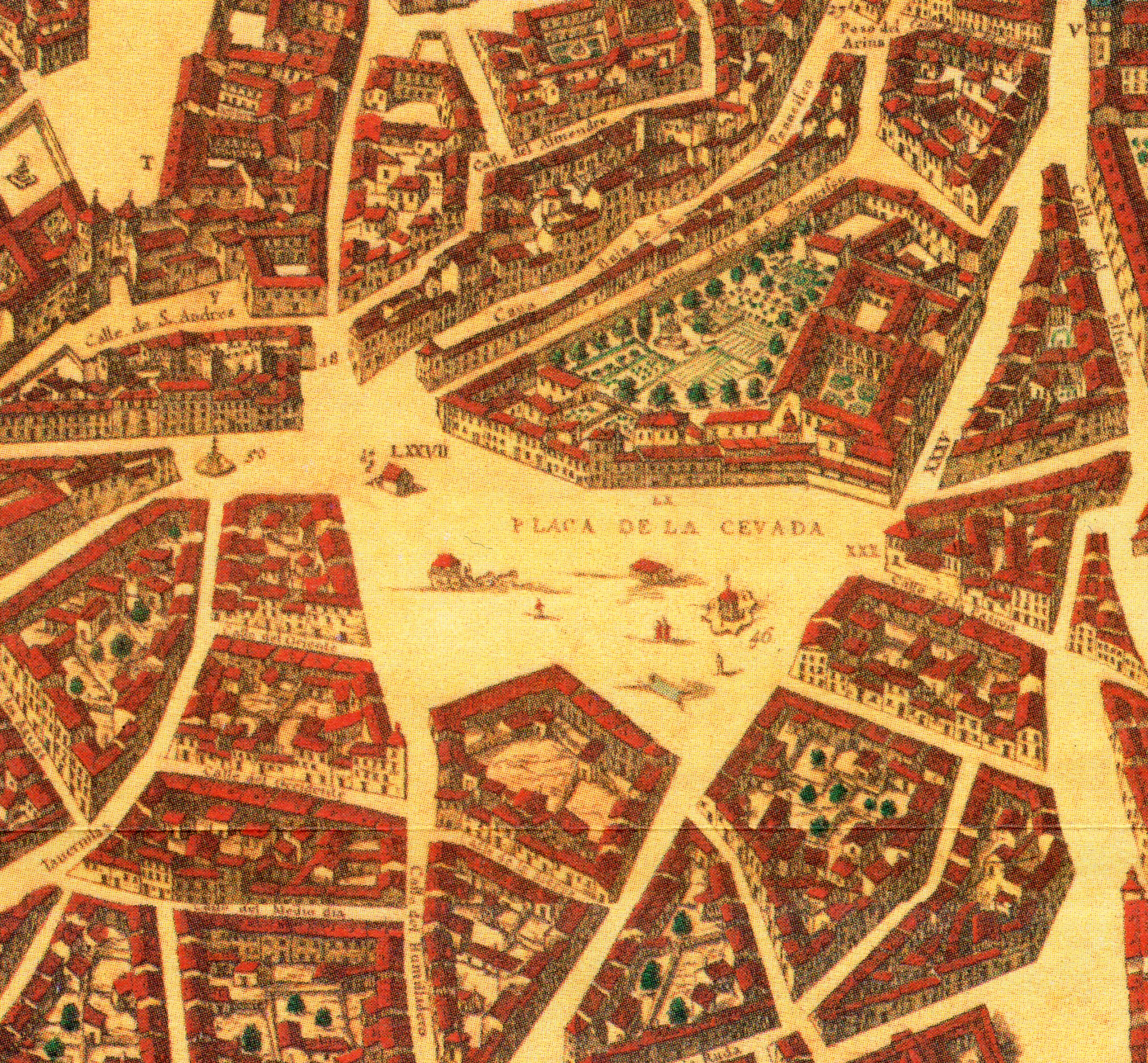
La fuente de Endimión, a la izquierda de la «plaça de la Cevada», marcada con el número ‘50’, en el plano de Madrid de Texeira de 1656.

La fuente de la plaza de Puerta de Moros o fuente del Humilladero de San Francisco, puede hacer referencia a varias fuentes situadas en esa 
plaza de la ciudad de Madrid. La más importante y famosa fue la conocida como fuente de Endimión, construida entre 1620 y 1638, que aparece dibujada en el plano de Texeira con la referencia numérica 50, en la confluencia de la calle de Don Pedro y la carrera de San Francisco.
Se atribuye al escultor Rutilio Gaci, con la ayuda de los maestros canteros Martín Gortairy y Miguel de Collado. Fue rematada por una escultura de mármol representando la figura mitológica de Endimión.

## Historia
Los cronistas Peñasco y Cambronero anotan que en la plaza de la Puerta de Moros existía una fuente de cierto porte ya desde 1621, que se surtía del «qanat» del Bajo Abroñigal. No queda claro si se refieren a la antigua fuente o a la fuente ornamental conocida como fuente de Endimión o Endymión, diseñada por el escultor toscano Rutilio Gaci, siguiendo el plan general de embellecimiento de la Villa de Madrid durante el reinado de Felipe IV, encomendado al arquitecto real Juan Gómez de Mora. Como en 1635 aun no se había terminado de rematar la fuente, se contrató por 1.500 ducados al cantero Eugenio Montero, a condición de que la concluyese en el plazo de seis meses, plazo que no cumplió pues en 1638 el veedor de fuentes Cristóbal de Aguilera solicitó una nueva tasación.
La investigadora Isabel Gea recoge la confusa noticia de que «en 1640 se le añadió un Neptuno con un tritón a los pies, obra de Manuel Pereira, que luego fue sustituido por Endimión». Sí se ha documentado que en 1640 fue de nuevo tasada, reformada y limpiada por el escultor Manuel Pereira.

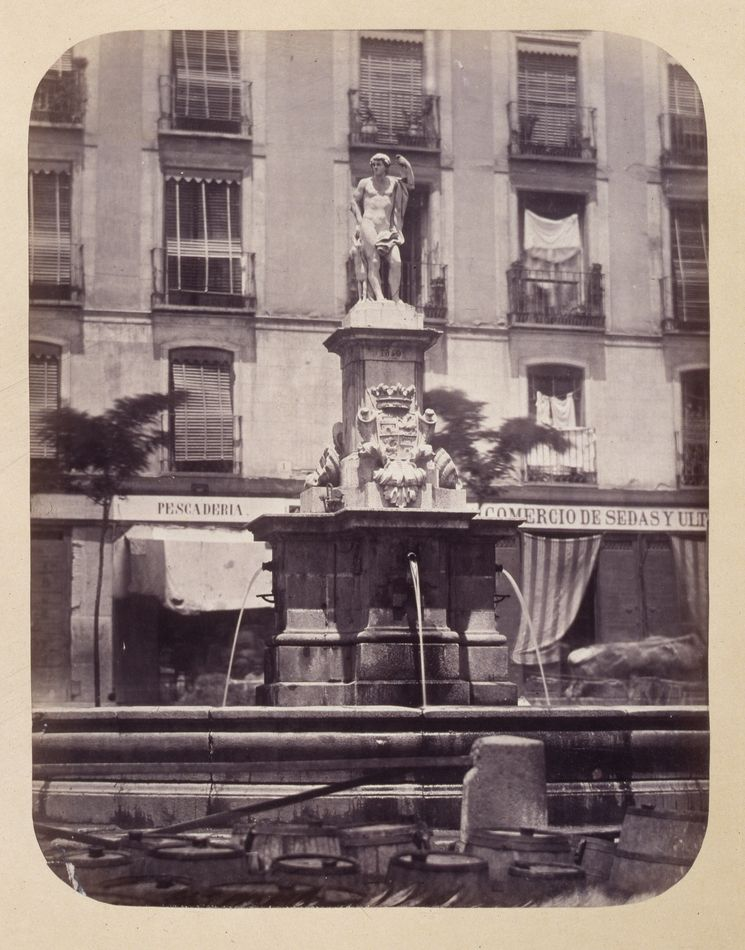
Endimión trasladado a la plaza de Lavapiés, en una fotografiada de Alfonso Begué en 1864.

Según el  Diccionario geográfico-estadístico-histórico de España y sus posesiones de Ultramar  de Pascual Madoz, por requerimiento popular la fuente fue trasladada en 1861 al lado oriental de la plaza de la Cebada, aunque otros documentos hablan de que en 1864 fue demolida y su estructura escultórica trasladada a la nueva fuente de Lavapiés, donde permanecería hasta final de ese siglo xix. En 1905, la estatua de Endimión figuraba en el inventario de un almacén municipal del paseo de Yeserías, junto con la La Mariblanca. Ya en el siglo xxi Endimión fue trasladado al Museo Arqueológico Nacional y posteriormente al vestíbulo de entrada del Museo de Historia de Madrid.

## Estatua de Endimión
Escultura de 135 centímetros de alto, traza barroca de posible factura italiana hacia el siglo xvi, y probablemente traída a España por el comerciante Ludovico Turchi. El hecho de que sea casi plana por la parte de atrás lleva a conjeturar que fuese hecha para ser vista de frente ocupando quizá el interior de una hornacina.

## Nuevas fuentes

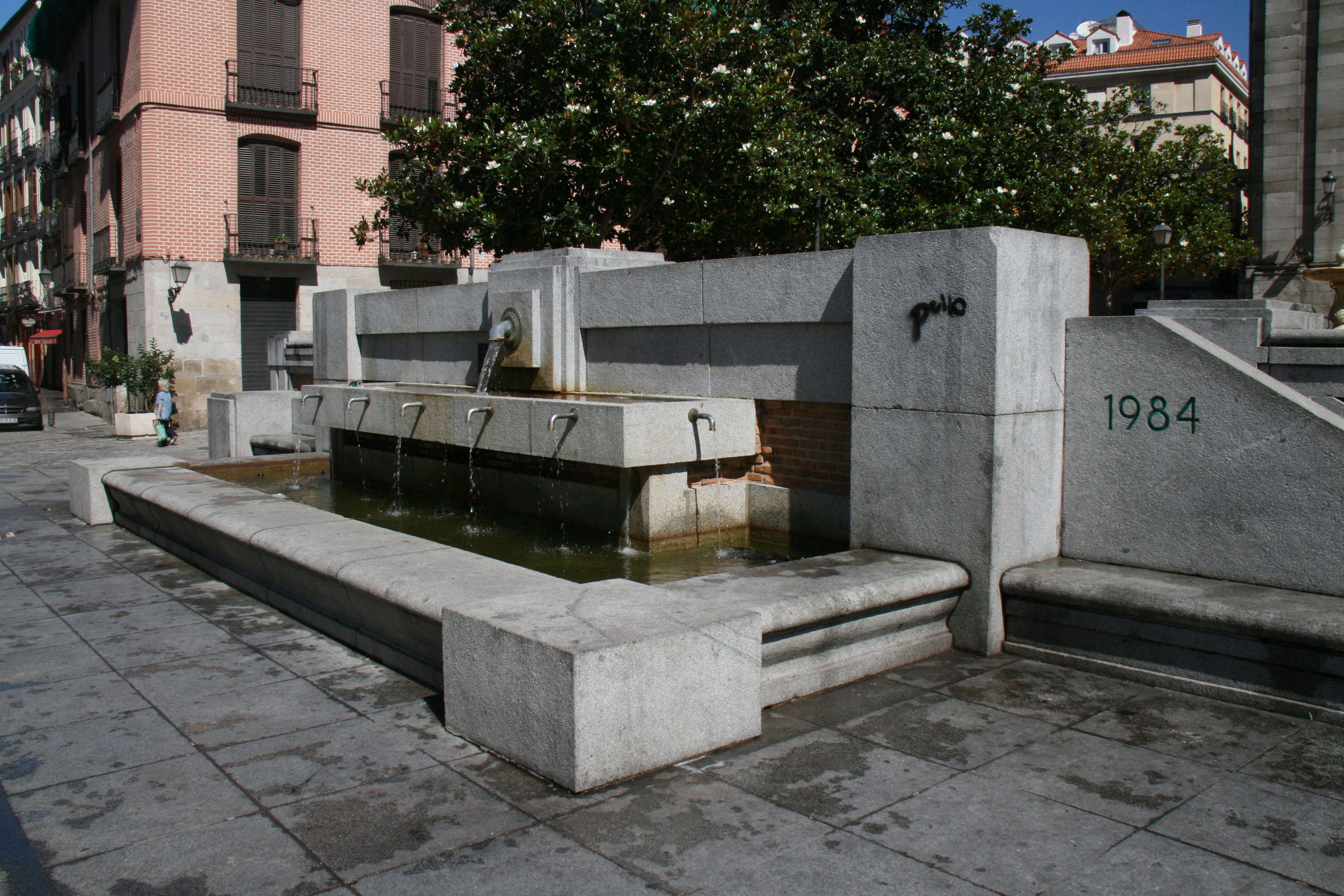
Fuente con siete caños obra de Emilio Esteras en 1984, situada al pie de la antigua plaza de los Carros, en la carrera de San Francisco y en el conjunto de la Puerta de Moros.

En 1984 se instaló al sur de la Plaza de los Carros y sobre la línea de la Carrera de San Francisco, en el mismo espacio de la plaza de Puerta de Moros en el que al parecer estuvo Endimión, un pilón de granito pulido diseñado por Emilio Esteras. El lugar serviría de escenario a los primeros planos de La flor de mi secreto, película de Pedro Almodovar estrenada en 1995.